# José Julián Gregorio López
José Julián Gregorio López (Talavera de la Reina, 19 de enero de 1964) és un profesor d'institut i polític espanyol del Partit Popular.

## Biografia

### Primers anys
Nascut el 19 de gener de 1964 a Talavera de la Reina, es va llicenciar a Filologia Hispànica per la Universitat Complutense de Madrid. La seva primera ocupació va ser en una assessoria de valors borsaris. Funcionari de carrera, dedicat a la docència en l'educació secundària, ha impartit classes en centres en Los Yébenes, Jerez de la Frontera i Talavera de la Reina.

### Regidor
Gregori, que va entrar en política des de les files del Partit Popular (PP), va ser el candidat número 3 de la lista del partit per a les eleccions municipals de 2003 a Talavera, convertint-se en regidor del consistori de la seva ciutat natal, llavors governat per José Francisco Rivas Cid. En 2007 va ser reelegit regidor, també a l'oposició. Després de les eleccions municipals de 2011, que van tenir com a conseqüència l'arribada del  popular  Gonzalo Lago a l'alcaldia, Gregorio va assumir la primera tinença d'alcaldia i el càrrec de portaveu de l'equip de govern.

### Delegat i subdelegat del Govern

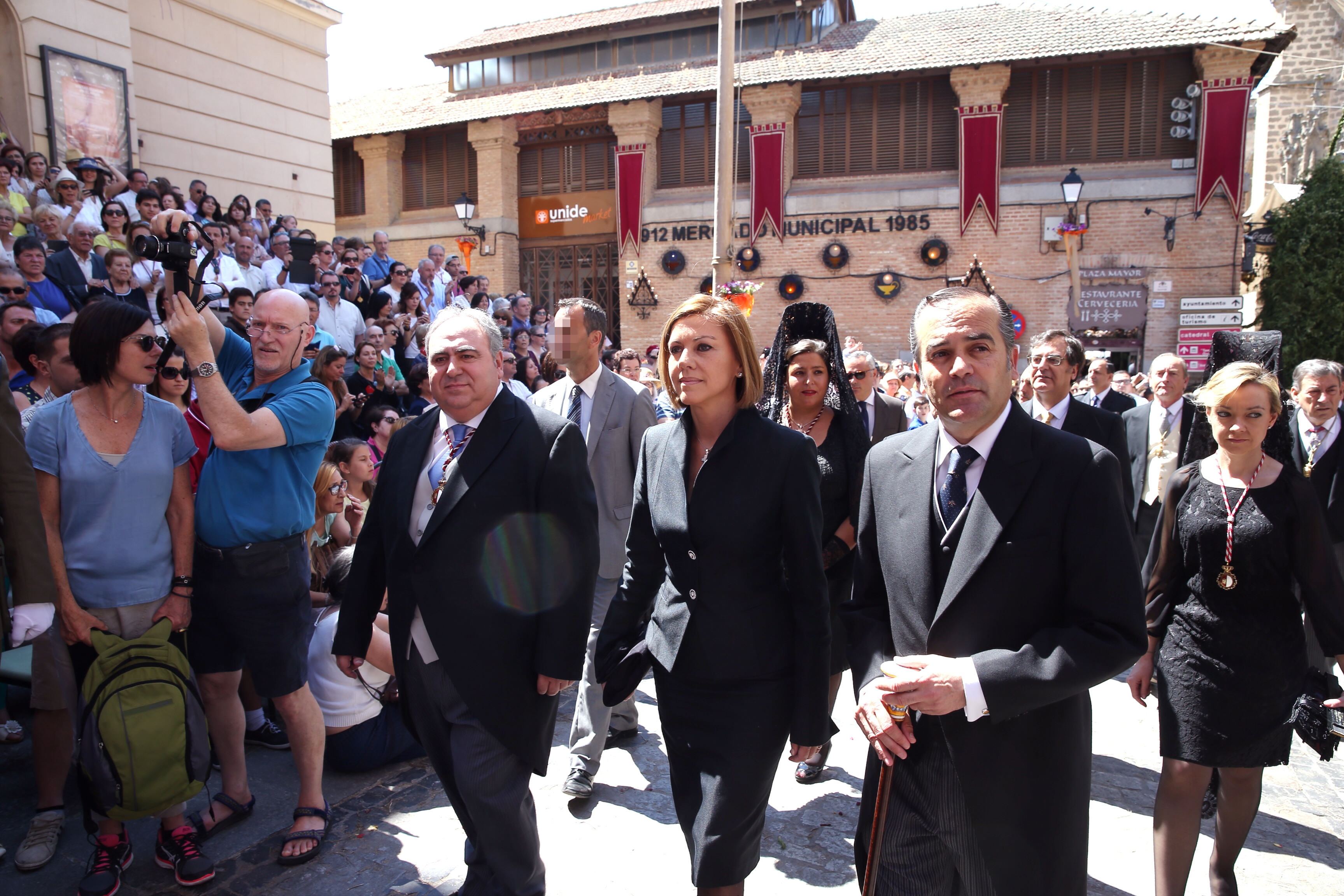
Al costat de María Dolores de Cospedal, durant la celebració del Corpus Christi a Toledo (juny de 2015)

Al febrer de 2012, després de l'arribada de Mariano Rajoy a la presidència del Govern d'Espanya, Gregorio va ser nomenat subdelegat del Govern a Toledo, el que el va conduir a renunciar als seus càrrecs a l'ajuntament.
Després de la defunció el 2014 de Gonzalo Lago (de qui Gregorio va ser amic i persona de confiança), també es va convertir en president del PP a Talavera. Nomenat delegat del Govern a Castella-la Manxa en 2015, va prendre possessió del càrrec el 13 d'abril. Va substituir a Jesús Labrador. El càrrec de subdelegat va quedar vacant fins al nomenament de Fernando Sanz García al setembre de 2015.

### Vida posterior
Després del seu cessament com a delegat del Govern amb l'arribada a la Moncloa de Pedro Sánchez el 2018, es va incorporar a un lloc d'assessor del Grup Popular a la Diputació Provincial de Toledo.